# LinzLand TV
Linz Land TV ist ein österreichischer Fernsehsender im Bezirk Linz-Land in  Oberösterreich. Der Sender ist nur dort zu empfangen.
Der Firmensitz befindet sich in der Stadt Leonding. Das Unternehmen beschäftigt 17 Mitarbeiter, Geschäftsführer ist Andrij Peter Puluj.
Das Motto des Senders lautet "LL TV: Wir zeigens Ihnen".
Aufgrund der Programmgestaltungen werden ca. 160 Wiederholungen pro Tag gezeigt.